# Denggen Timur
Denggen Timur is een bestuurslaag in het regentschap Oost-Lombok van de provincie West-Nusa Tenggara, Indonesië. Denggen Timur telt 2749 inwoners (volkstelling 2010).